# John Guise Cowley
Sir John Guise Cowley, britanski general, * 1905, † 1993.